# Île de Cerné
L’Île de Cerné est une île décrite par le navigateur Hannon et que les anciens plaçaient à l'extrémité occidentale du monde. 
Voici ce qu'en dit le Périple d'Hannon :

Carte « possible » du périple de Hannon identifiant Cerné à l'Île d'Arguin.

« Nous avons découvert au fond d'une espèce de golfe une petite île de cinq stades de tour. Nous l'avons colonisée, et nous l'avons nommée Cerné. Il y a aussi loin des Colonnes d'Hercule à cette île, que de Carthage aux Colonnes. » 

## Localisation de la Cerné de Hannon
Les savants modernes ont voulu la reconnaître, les uns dans l'île d'Arguin, sur la côte de Nigritie, les autres dans celle de  Herné, dans la baie de Dakhla, celle de Gorée voire à Madère. Mais la pauvreté des artefacts phénico-puniques  retrouvés le long du littoral du sud marocain ont amené les scientifiques à reconsidérer l'hypothèse selon laquelle Cerné se trouvait à de telles latitudes. On tend désormais à voir dans l'île évoquée par Hannon les îles Purpuraires qui font face à l'actuelle Essaouira, où les Phéniciens avaient fondé sans doute vers le VIIIe siècle av. J.-C. s un comptoir où était exploité et acheté aux populations voisines le murex, à partir duquel était produit un colorant textile de couleur pourpre très prisé dans le bassin méditerranéen. Ce comptoir excentré a été abandonné dès le VIe siècle av. J.-C., avant d'être de nouveau investi par Juba II et les Romains, voire peut-être les Wisigoths ensuite.